# 村上渉
村上 渉（むらかみ わたる、1949年8月30日 - ）は、静岡県出身のプロゴルファー。

## 来歴
13歳からゴルフを始め、1972年にプロ入りする。
1973年の日本プロでは初日を島田幸作・柳田勝司と共に68をマークし、首位の青木功と4打差2位タイでスタートすると、2日目も青木と4打差2位に着ける。
1976年の日本プロでは初日を村上隆・大場勲・新井規矩雄・金本章生・陳健振（中華民国）・原克己・大嶋正春・寺本一郎・吉武恵治・宮本省三・榎本七郎・菊地勝司・渡辺由己と共に2アンダー68の8位タイ、1979年のブリヂストントーナメントでは初日を青木・中嶋常幸・日吉稔・鈴木規夫・天野勝・内田繁と並んでの9位タイでスタートした。
1981年に川奈で行われた最初のフジサンケイクラシックではマーク・オメーラ（アメリカ）と共に2日目には内田と並んでの3位タイ、3日目には井上幸一と並んでの7位タイに着け、最終日には出口栄太郎・島田・呂西鈞（中華民国）と並んでの7位タイに入った。
1981年の三菱ギャラントーナメントでは3日目に矢部昭・鈴木規と並んでの7位タイに着け、1991年のフジサンケイクラシックを最後にレギュラーツアーから引退。